# Ulrich von Behr-Negendank
Pour les articles homonymes, voir Behr.
Ulrich Carl August Wilhelm Hermann Axel comte von Behr-Negendank (né le 9 mai 1826 à Semlow et mort le 8 septembre 1902 dans la même ville) est un propriétaire terrien et homme politique prussien de Poméranie. L'orthographe originale du nom était "Behr-Negendanck"; cependant, il est rarement utilisé aujourd'hui.

## Biographie

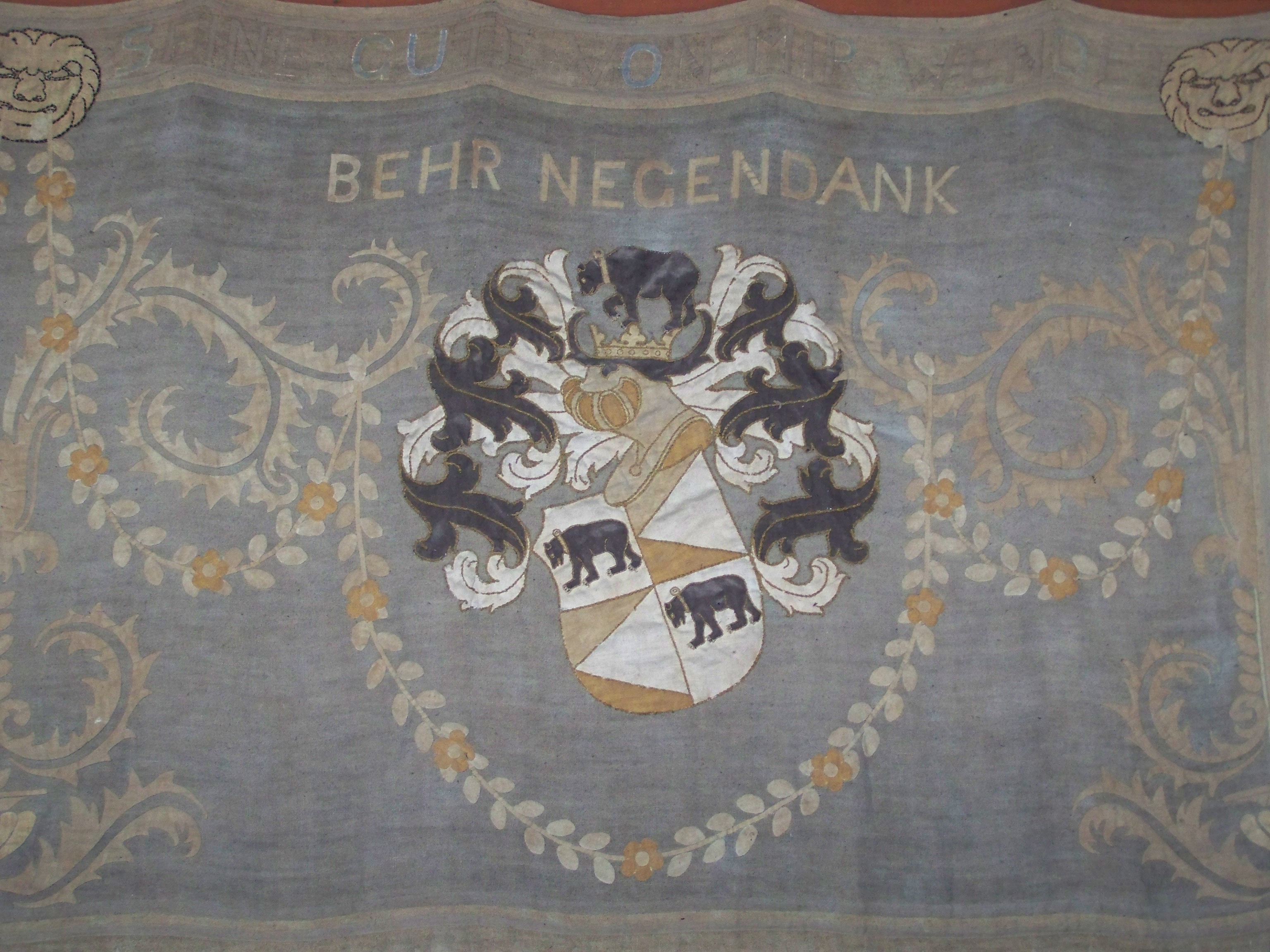
Armoiries de Behr-Negendank dans l'

Ulrich von Behr-Negendank est le fils du propriétaire foncier et homme politique Carl von Behr-Negendank (de), membre de la branche de Rügen de la noble famille von Behr. Après avoir terminé ses études au lycée Sainte-Catherine de Stralsund (de) (Abitur : Saint-Michel 1844), il étudie le droit à Heidelberg, qu'il poursuit ensuite à Berlin. Déjà pendant ses années d'études et par la suite, il fait des voyages dans d'autres pays européens. En septembre 1852 et mai 1853, il séjourne en Asie Mineure, où il effectue des recherches archéologiques dans la région de Sardes avec Ludwig Spiegelthal, consul de Prusse à Smyrne,,.
En 1853, il retourna à Semlow ; À sa majorité, il devient propriétaire des biens de son père, son titre complet est maintenant jusqu'à ce qu'il soit élevé au rang de comte prussien en 1861 : Ulrich von Behr-Negendanck zu Semlow et seigneur des biens de Behrenwalde, Katzenow, Palmzin, Carlshof, Woosen, Stormsdorf, Weitenhagen, Koitenhagen, Kranichshof et Dölitz Héréditaire, château et sièges de château. En 1854, il épouse la comtesse Elma zu Innhausen und Knyphausen (de) (née en 1834) de Lütetsburg, une sœur d'Edzard zu Innhausen und Knyphausen.
En 1861, il est nommé comte par le roi de Prusse. Par arrêté ministériel du 4 juillet 1868, un arrêté royal étend le comté à toute sa descendance légitime. Dans la même année, la fidéicommis familiale de Semlow est élargie pour inclure les biens Behrenwalde (Weitenhagen), Katzenow (Drechow) et Koitenhagen (Weitenhagen).
Au fil des ans, Behr occupe divers postes. À partir de 1867, il est administrateur de l'arrondissement de Franzburg. À partir de 1869, il devient président du district de Stralsund. De 1858 à 1868, il est député du parlement provincial de Poméranie (de) . À partir de 1868, il est député héréditaire de la chambre des seigneurs de Prusse en tant que titulaire de la fidéicommis de Semlow étendue. Au cours de la première et de la cinquième législature, il est député du Reichstag pour le Parti conservateur libre. De 1883 à 1891, il est le haut président de la province de Poméranie. En 1885, il construit le manoir de Katzenow près de Drechow. En 1891, il se retire de la fonction publique active et prend sa retraite.

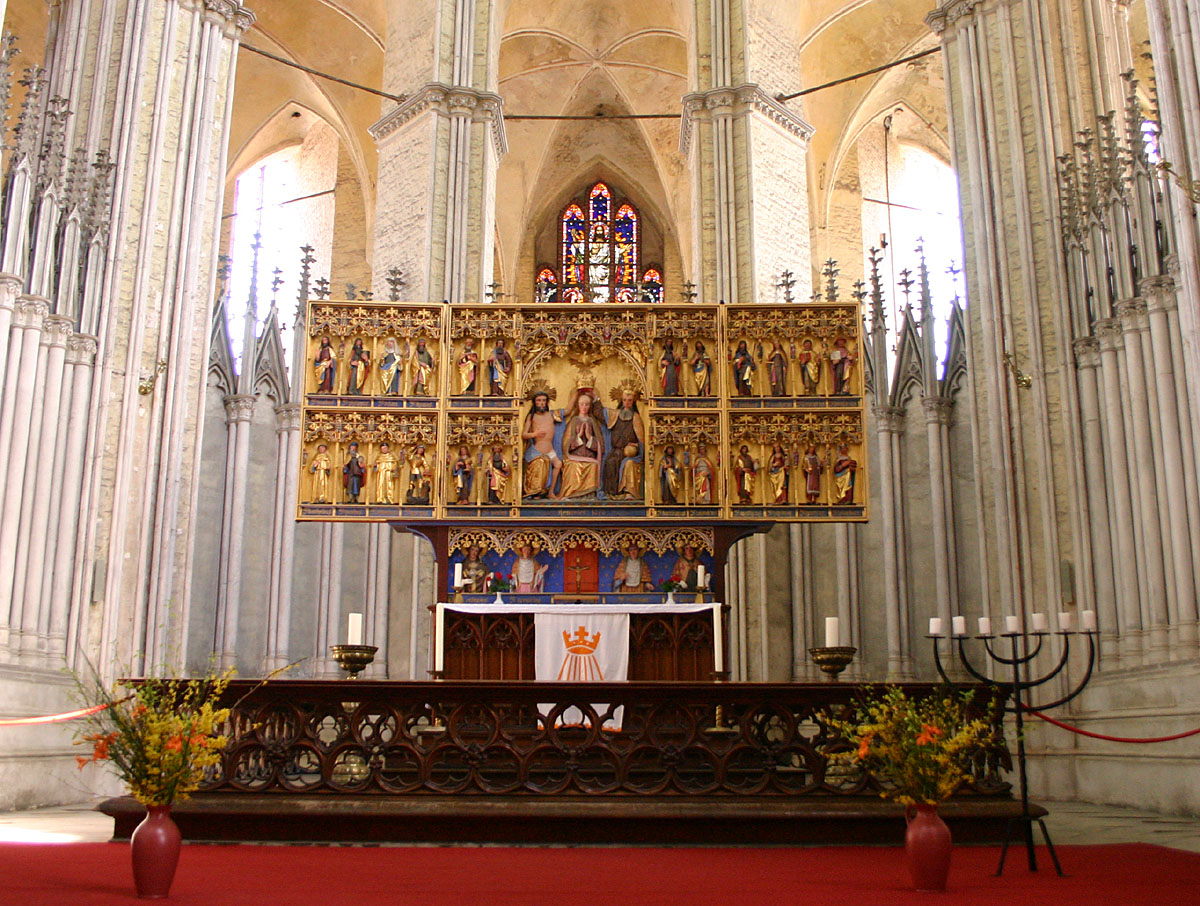
L'autel du couronnement marial à l'église Sainte-Marie de Stralsund

Behr-Negendank est chevalier de l'Ordre de Saint-Jean.
En plus de sa carrière politique, il se fait un nom en tant que collectionneur d'art et en tant que concepteur de jardins paysagers. Il acquit des gravures sur cuivre, de la porcelaine et des livres. Vers 1860, en tant que patron de l'église, il fait entièrement restaurer l'église de Semlow (de) par Carl Julius Milde. Le parc paysager et les jardins du château de Semlow sont créés à son initiative.
En 1870, il acquiert l'ancien autel de la famille von Behr de la commune de Deyelsdorf et le fait restaurer. En 1881, l'autel est érigé à Semlow dans la chapelle de la crypte (de) construite pour lui par le comte von Behr-Negendank la même année. Après la Seconde Guerre mondiale, l'autel du couronnement marial est amené à Stralsund, où il se trouve maintenant dans l'église Sainte-Marie.

## Famille
Il se marie le 20 mai 1854 à Berlin avec la comtesse Elma Sophie Elisabeth Amalie zu Innhausen und Knyphausen (de) (née le 11 juin 1834 et mort le 1er avril 1919), une fille de l'envoyé hanovrien Carl Wilhelm Georg zu Innhausen et Knyphausen (1784-1860). Le couple a plusieurs enfants :
- Elma Sophie Luise Karoline Hyma Auguste (1855–1939) mariée avec le comte Arthur Karl Ludwig Friedrich von Klinckowstroem (1848–1910), général de cavalerie prussien
- Albertine (1856–1888) mariée en 1876 avec le comte Wilhelm Matthias Ludwig Friedrich Karl von Jagow (1838–1919), fils de Friedrich Wilhelm von Jagow
- Elisabeth Henriette Pauline Luise Alexandra (1861–1936) mariée en 1883 avec le comte Theodor Wilhelm Eberhard Johannes von Bismarck-Bohlen (1854–1894), fils de Friedrich Alexander comte von Bismarck-Bohlen de la branche de Carlsburg, général de cavalerie prussien
- August (Ludwig Friedrich Hugold Karl) (1866-1942), seigneur de Semlow, député de la chambre des seigneurs de Prusse, maître cuisinier héréditaire de la principauté de Rügen et de la Lande de Barth (de), chambellan prussien, maître de cavalerie prussien, marié en 1893 avec Cecilie baonne von Maltzahn (1873–1960), fille d'Adolf baron von Maltzahn, comte von Plessen (de), seigneur d'Ivenack (de), propriétaire d'un château à Kummerow et député du Reichstag, maréchal héréditaire d'Ancienne-Poméranie-Antérieure et commandeur de la coopérative mecklembourgeoise de l'Ordre de Saint-Jean, et de son épouse Elisabeth Charlotte, née von Meyerinck (de)

## Honneurs
Behr-Negendank devient citoyen d'honneur de la ville de Stralsund en 1890 et de la ville de Stettin en 1891.

## Travaux
- mit Julius von Bohlen (de): Die Personalien und Leichen-Processionen der  Herzöge von Pommern und ihrer Angehörigen aus den Jahren 1560 bis 1663. Verlag des Waisenhauses, Halle 1869. (Digitalisat in der Digitalen Bibliothek Mecklenburg-Vorpommern)
- Georg Christian Friedrich Lisch (Herausgeber): Urkunden und Forschungen zur Geschichte des Geschlechts Behr. Band 1–4 Schwerin: Stiller, 1861–1868. Band 5–6 herausgegeben von Ulrich Graf Behr-Negendank, Berlin: Stargardt 1894–1897